# Верджин (река)

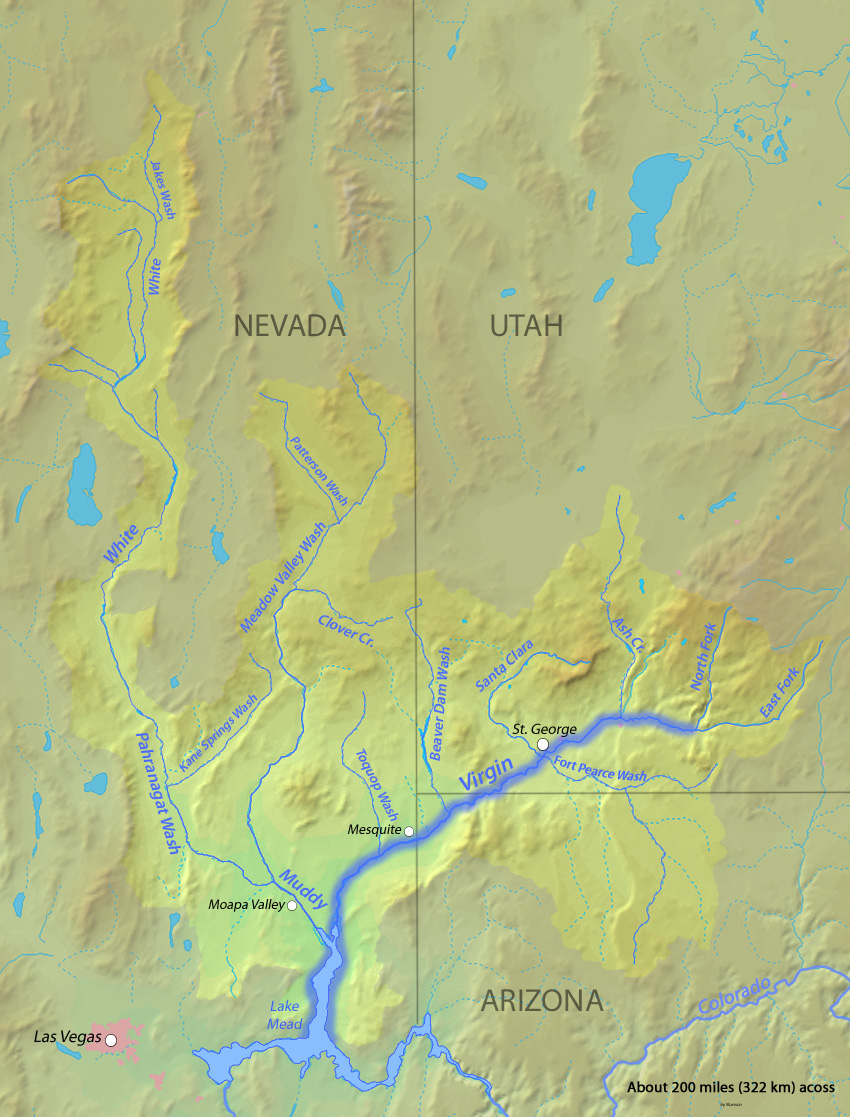
Схема бассейна реки Вирджин

Верджин (англ. Virgin River) — река на юго-западе штата Юта, северо-западе штата Аризона и юго-востоке штата Невада, США. Приток реки Колорадо. Длина составляет около 261 км; площадь бассейна — около 31 727 км². Средний расход воды — около 5 м³/с.
Берёт начало на юго-западе штата Юта, на территории национального леса Дикси, к северу от национального парка Зайон, как слияние рек Ист-Форк и Норт-Форк. Течёт в юго-западном направлении. Около города Сент-Джордж принимает правый приток Санта-Клара. Течёт через северо-восточный угол Аризоны, протекая через города Бивер-Дам и Литлфилд, пересекает границу Невады близ города Мескит и впадает в Колорадо в районе водохранилища Мид, примерно в 64 км к востоку от Лас-Вегаса. Нижние 48 км своего течения река формирует северный рукав водохранилища Мид. Высота устья — 367 м над уровнем моря.